# TER Provence-Alpes-Côte-d’Azur
A TER Provence-Alpes-Côte-d’Azur egy regionális vasúthálózat Franciaországban, a Provence-Alpes-Côte d’Azur régióban, melyet az SNCF üzemeltet. A hálózaton naponta kb. 800 vonat 100 ezer utast szállít el.

## TER hálózat

### Vasút
| Járat                                   | Útvonal | Gyakoriság | Megjegyzések |
| --------------------------------------- | --- | --- | ------------ |
| 1                                       | Marseille ... Aubagne ... Toulon ... Hyères | Csúcsidőben 1 vonat minden 20 percben Marseilles és Aubagne között; 1 vonat minden 15 percben Marseilles, Aubagne és Toulon között. | 5h - 24h     |
| 2                                       | Toulon ... Carnoules ... Les Arcs-Draguignan | 1 vonat kétóránként | 6h - 22h     |
| 3                                       | Les Arcs-Draguignan ... Saint-Raphaël-Valescure ... Cannes ... Nizza | 1 egy vonat óránként, csúcsidőben félóránként                                                                                       | 5h - 21h     |
| 4                                       | Grasse - Mouans-Sartoux - Ranguin - La Frayère - Le Bosquet - Cannes - Golfe-Juan-Vallauris - Juan-les-Pins - Antibes - Biot - Villeneuve-Loubet-plage - Cagnes-sur-Mer - Cros-de-Cagnes - Saint-Laurent-du-Var - Nice-Saint-Augustin - Nice-Ville - Nice-Riquier - Villefranche-sur-Mer - Beaulieu-sur-Mer - Èze-sur-Mer - Cap-d’Ail - Monaco-Monte-Carlo - Roquebrune-Cap-Martin† - Carnolès† - Menton - Menton-Garavan - Ventimiglia | 1 egy vonat óránként, csúcsidőben félóránként                                                                                       | 6h - 24h     |
| 5                                       | Tende ... Breil-sur-Roya ... Nice | 5 vonat naponta |              |
| 6                                       | Marseille - Toulon - Carnoules† - Les Arcs-Draguignan - Fréjus† - Saint-Raphaël-Valescure - Cannes - Antibes - Nice | Intervilles InterCity vonat, egy vonat kétóránként                                                                                  | 4h - 23h     |
| 7                                       | Miramas ... Martigues ... Marseille | 1 egy vonat óránként, csúcsidőben félóránként                                                                                       | 6h - 21h     |
| 8                                       | Avignon - Arles ... Miramas ... Vitrolles Aéroport ... Marseille | 1 egy vonat óránként, csúcsidőben félóránként                                                                                       | 5h - 21h     |
| 9                                       | Avignon ... Cavaillon ... Miramas ... Vitrolles Aéroport ... Marseille | 1 egy vonat óránként, csúcsidőben félóránként Miramas és Avignon között                                                             | 5h - 20h     |
| 10                                      | Lyon-Part-Dieu ... Valence ... Orange ... Avignon - Arles - Miramas - Marseille | Intervilles InterCity vonat, 1 vonat kétóránként                                                                                    | 4h - 23h     |
| 11                                      | Narbonne ... Montpellier ... Nîmes ... Arles ... Marseille-Saint-Charles (lásd TER Languedoc-Roussillon 3-as vonal tulajdonságait) | egy vonat három óránként, csúcsidőben kétóránként                                                                                   | 5h - 20h     |
| 11bis                                   | Narbonne ... Montpellier ... Nîmes ... Tarascon - Avignon-Centre (lásd TER Languedoc-Roussillon 1-es vonal tulajdonságait) | 1 vonat minden órában | 4h - 21h     |
| 12                                      | Pertuis ... Aix-en-Provence ... Marseille-Saint-Charles | 1 vonat 20 percenként Marseilles és Aix en Provence között csúcsidőben                                                              | 5h - 24h     |
| 13                                      | Briançon ... Gap ... Veynes-Dévoluy ... Aix-en-Provence ... Marseille-Saint-Charles | Intervilles InterCity vonat, 4 vonat egy nap                                                                                        | 4h - 23h     |
| 14                                      | Briançon ... Gap ... Veynes-Dévoluy ... Die ... Valence (lásd TER Rhône-Alpes 64-es vonal tulajdonságait) | egy vonat három óránként | 4h - 22h     |
| 15                                      | Gap ... Veynes-Dévoluy ... Grenoble (lásd TER Rhône-Alpes 63-as vonal tulajdonságait) | egy vonat négyóránként | 5h - 23h     |
| † Nem minden vonat áll meg az állomáson | | |              |

- A Nizza - Digne-les-Bains járatokat a Chemins de Fer de Provence üzemelteti

## Állomások listája
Ez a lista az állomásokat sorolja fel ábécé sorrendben.

## Járművek

### Motorvonatok
- SNCF Z 23500 sorozat
- SNCF Z 26500 sorozat
- SNCF B 81500 sorozat, más néven BGC B 81500
- SNCF X 76500 sorozat, más néven XGC Z 76500

## Képgaléria

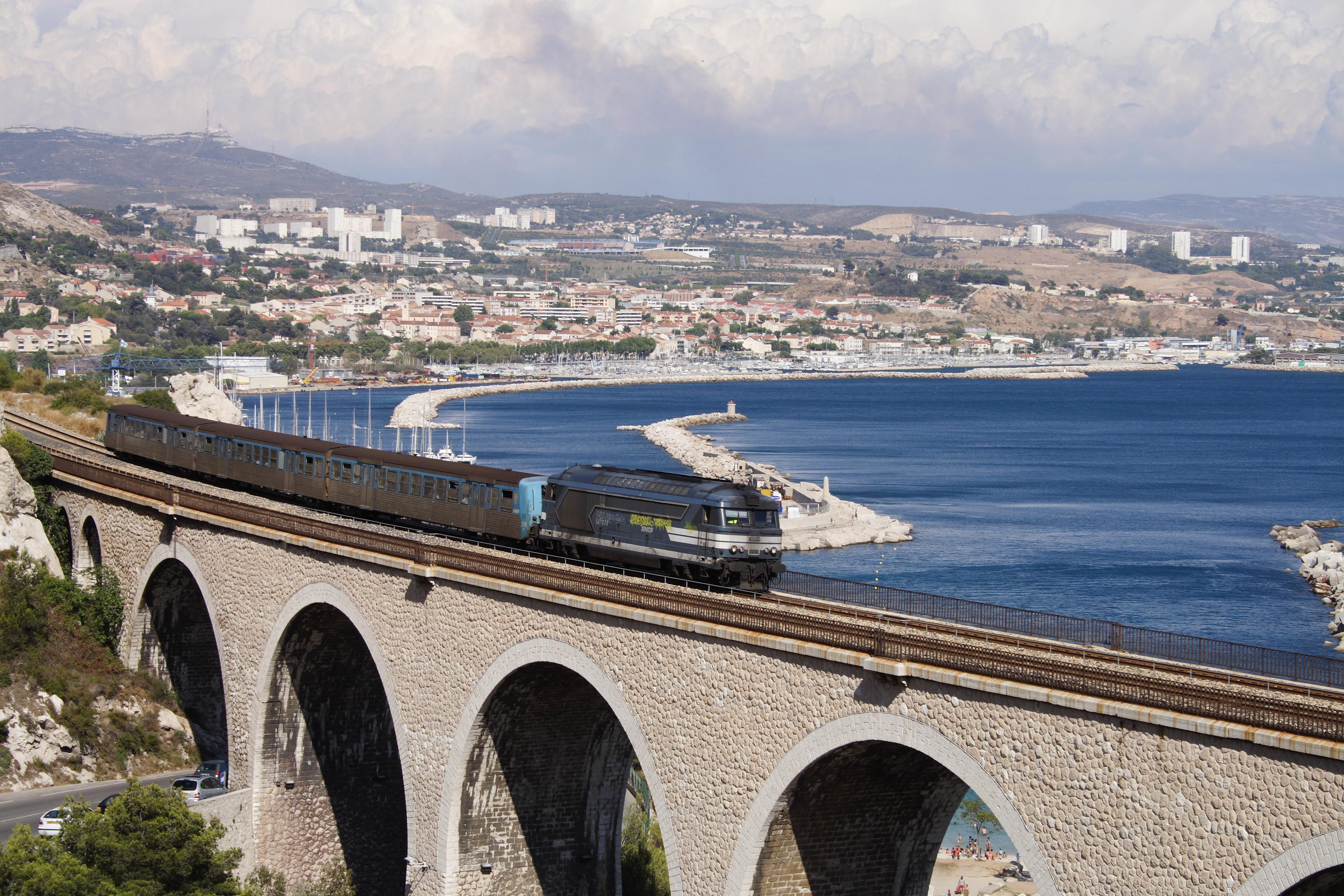
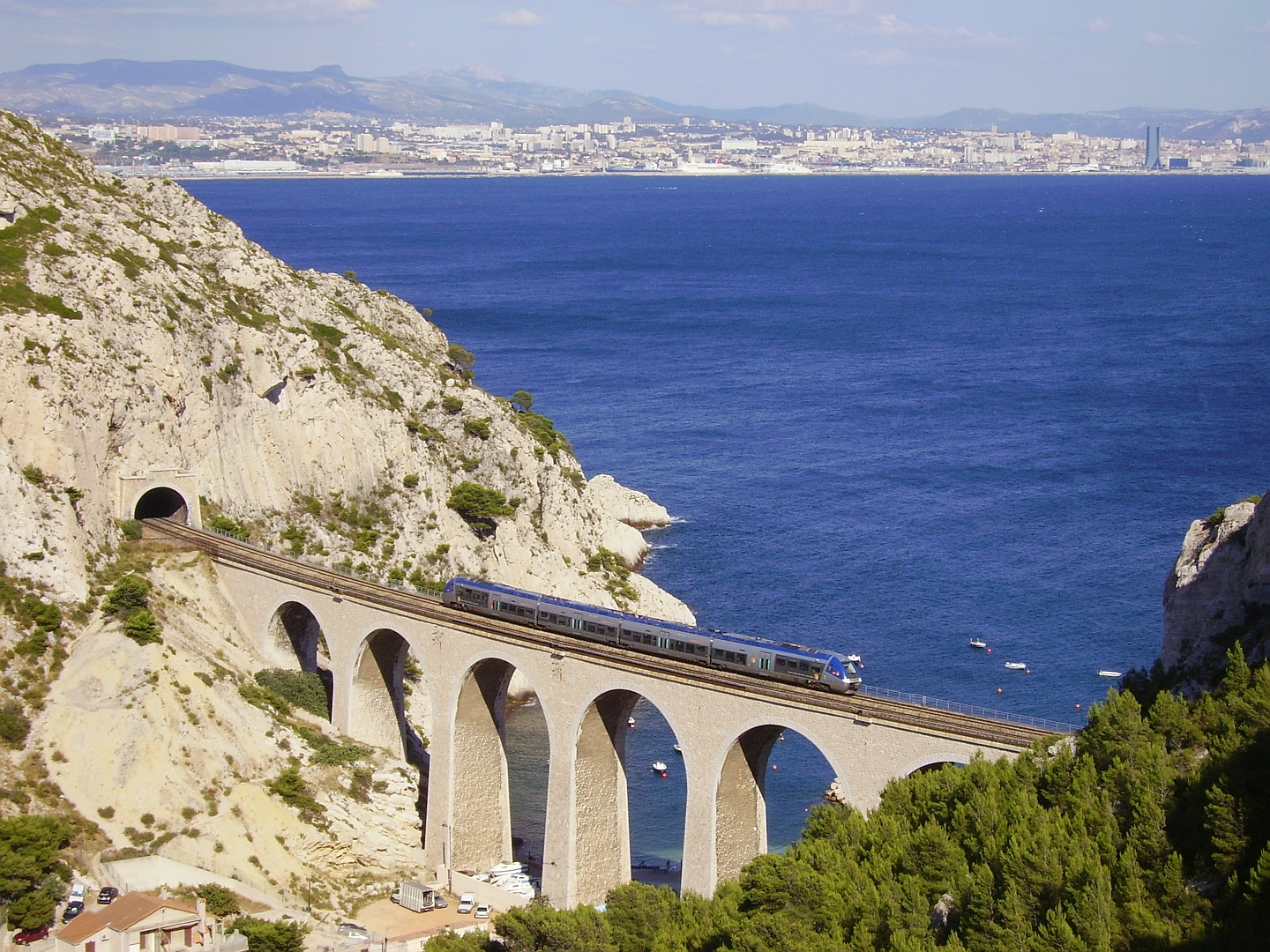
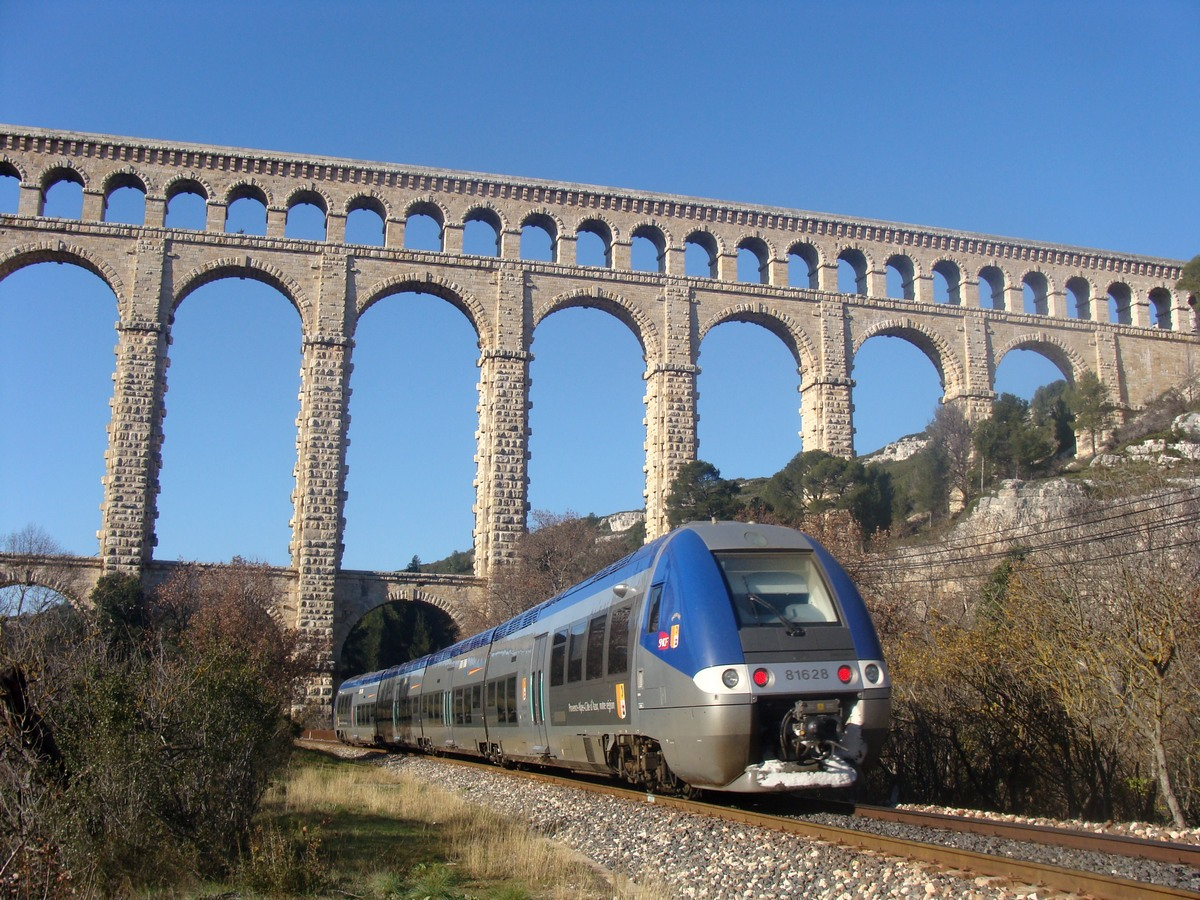
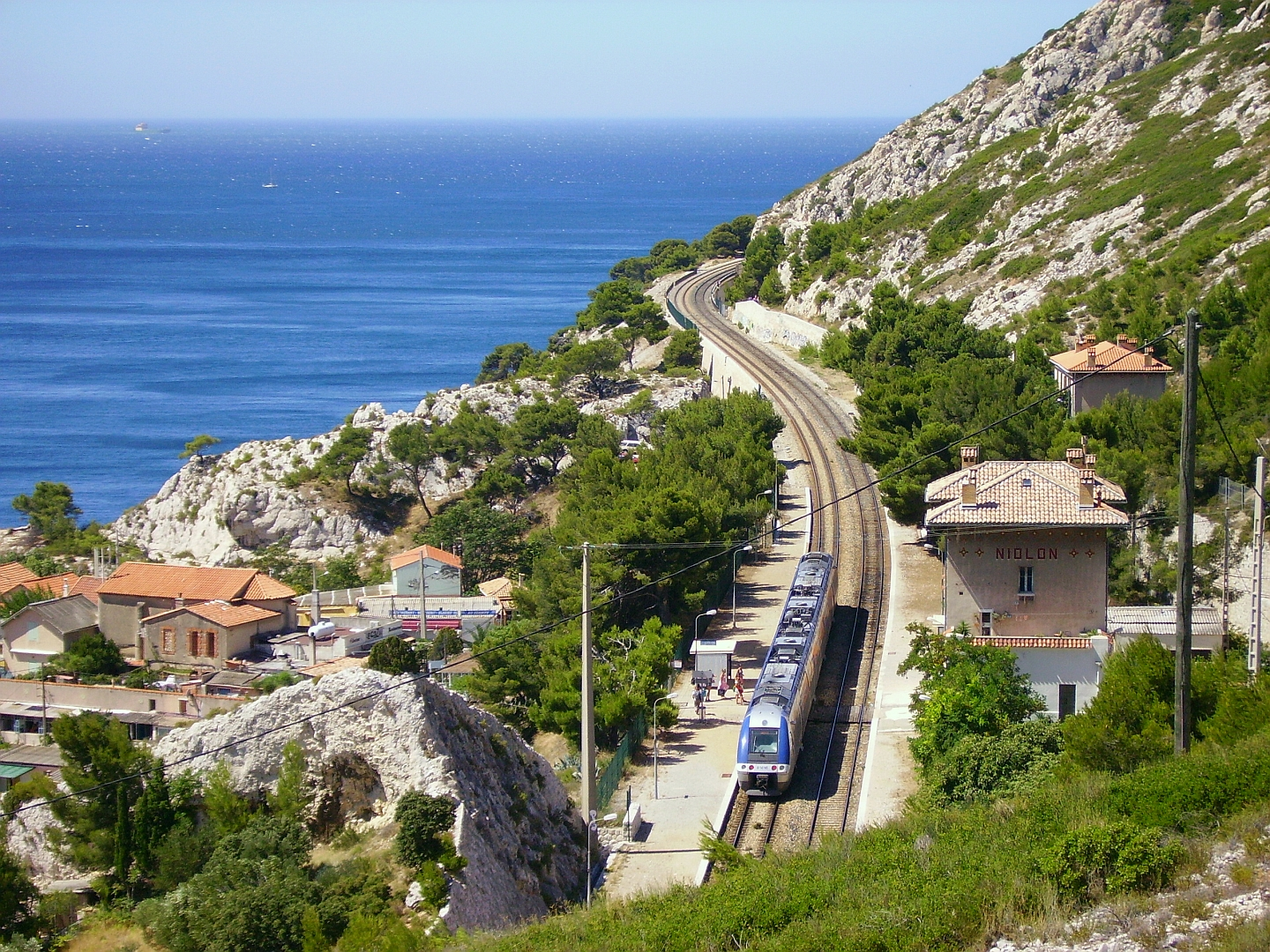
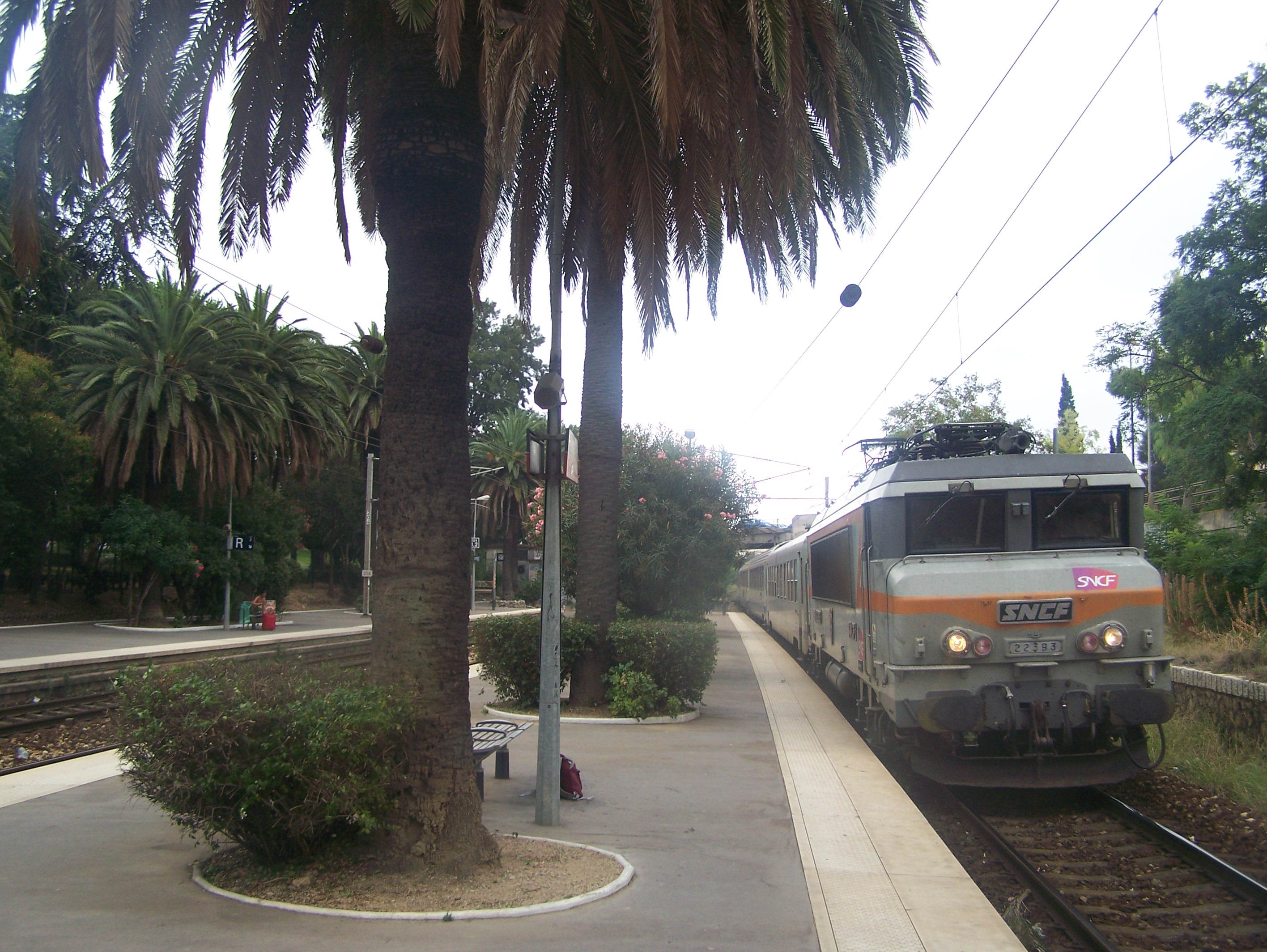
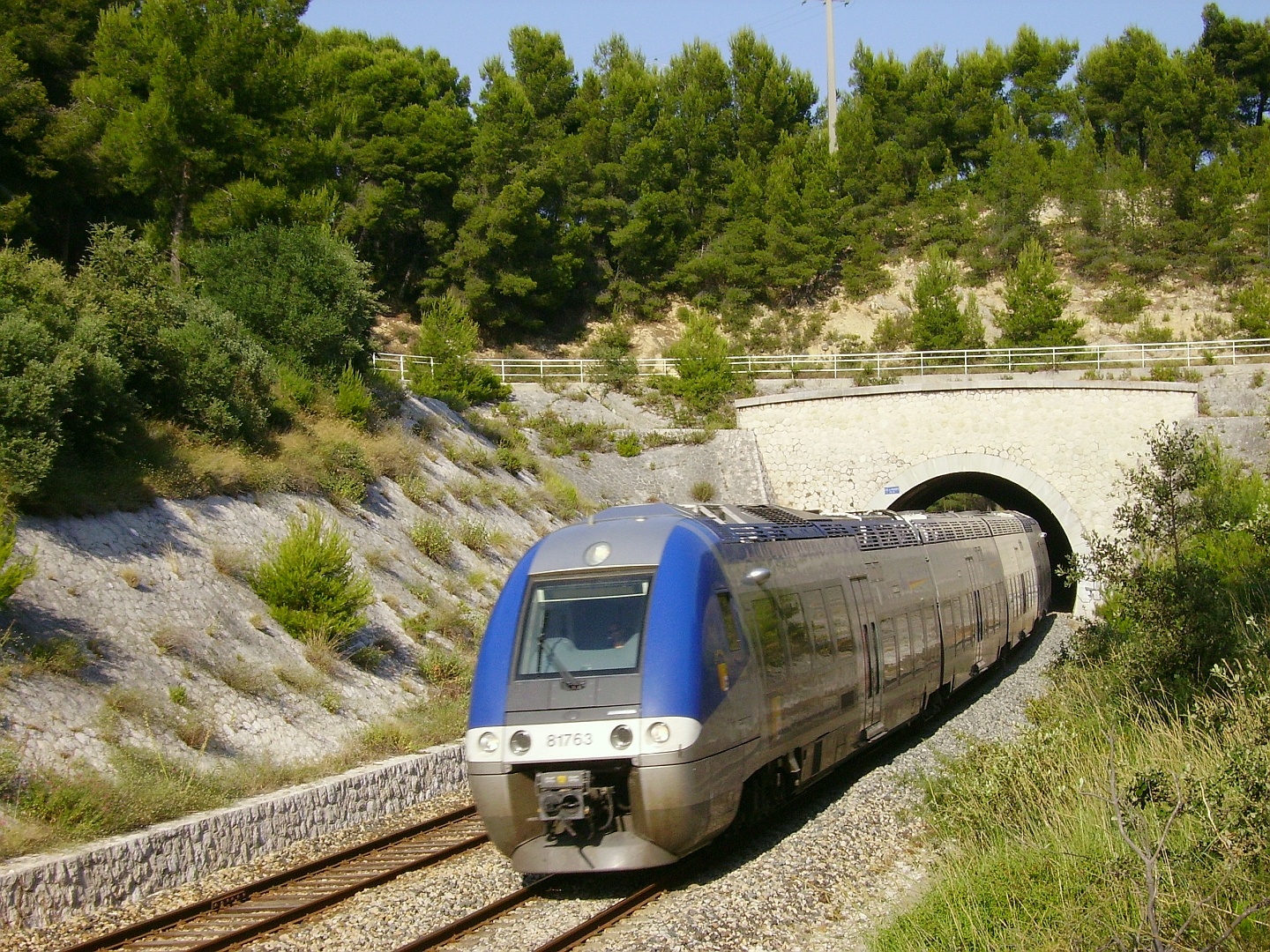
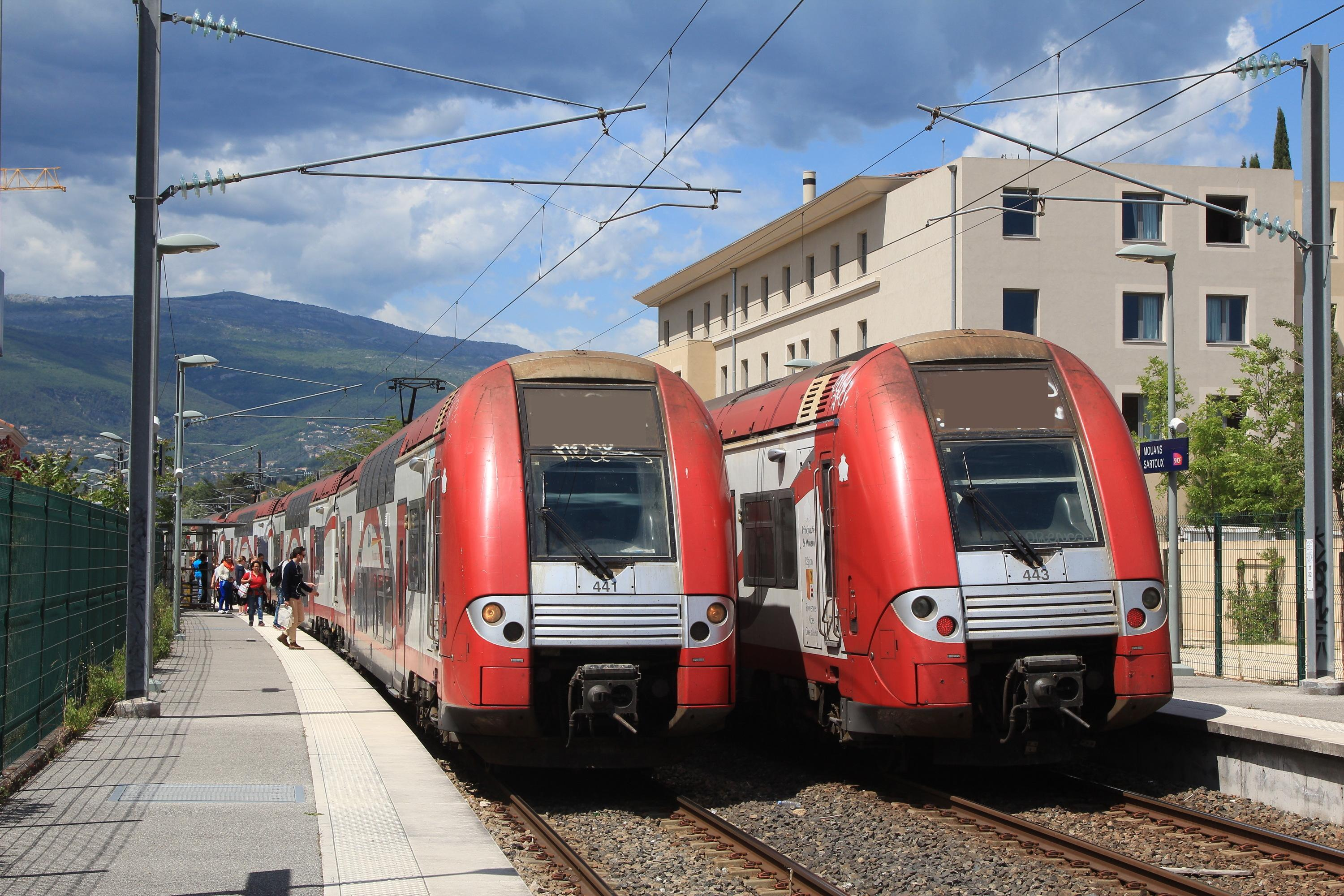
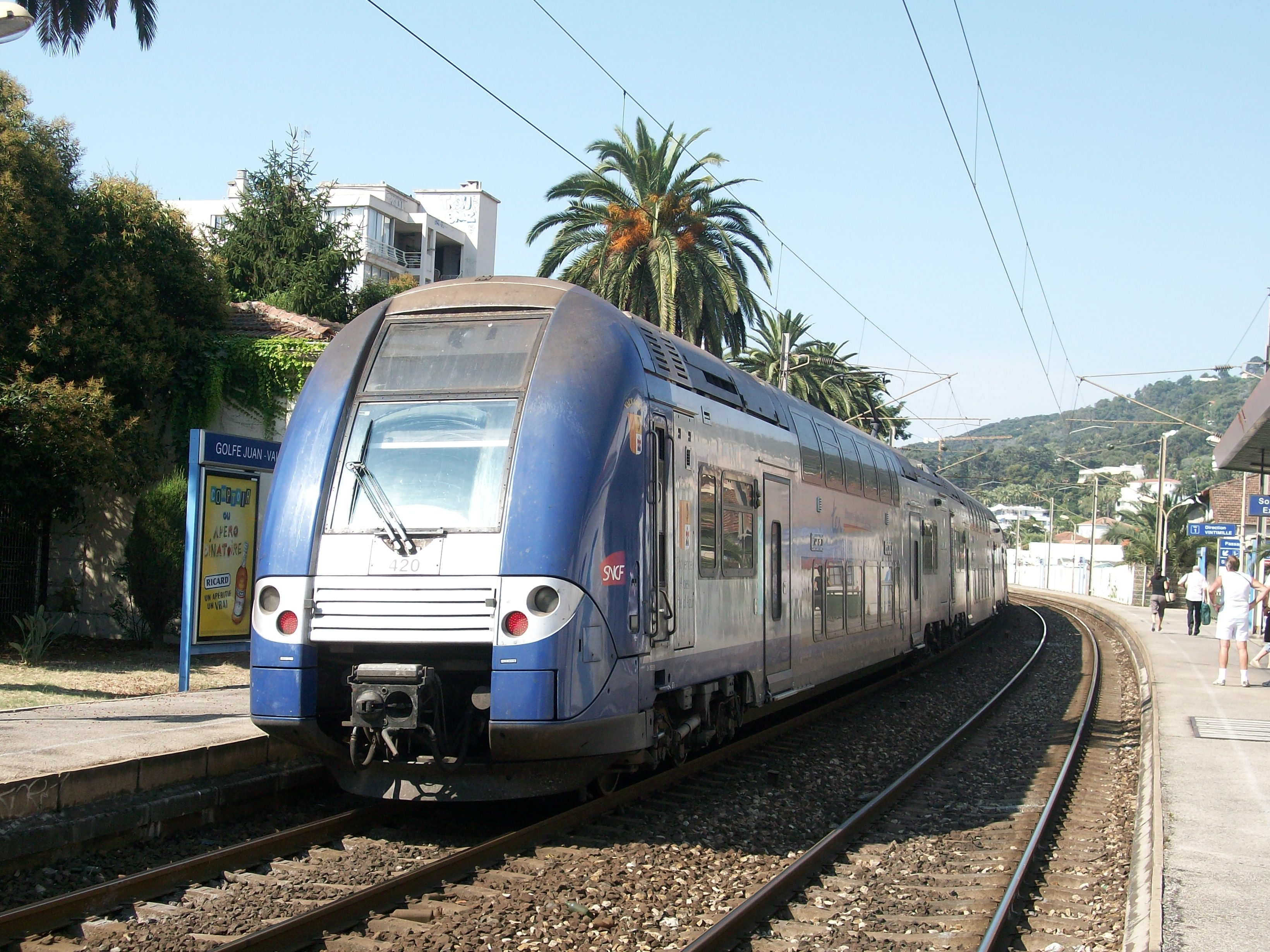

### Mozdonyok
- SNCF BB 22200 sorozat
- SNCF BB 25500 sorozat
- SNCF BB 67400 sorozat